# محافظة غوفي-ألتاي
محافظة غوفي-ألتاي (بالإنجليزية: Govi-Altai Province)‏ هي محافظة في منغوليا، تتبع منغوليا، بلغ عدد سكانها 53٬590 نسمة، في 2011، عاصمتها التاي ‏، تبلغ مساحتها 141٬448 كيلومتر مربع.

## الموقع
تشترك في الحدود مع:
- مقاطعة خوفدي
- محافظة بايانخونغور
- محافظة زافخان
- منغوليا الداخلية.

## التقسيمات الإدارية
- Altai, Govi-Altai [الإنجليزية]‏
- Bayan-Uul, Govi-Altai [الإنجليزية]‏
- Biger, Govi-Altai [الإنجليزية]‏
- Bugat, Govi-Altai [الإنجليزية]‏
- Chandmani, Govi-Altai [الإنجليزية]‏
- Darvi, Govi-Altai [الإنجليزية]‏
- Delger, Govi-Altai [الإنجليزية]‏
- Erdene, Govi-Altai [الإنجليزية]‏
- Khaliun, Govi-Altai [الإنجليزية]‏
- Khökh morit, Govi-Altai [الإنجليزية]‏
- Jargalan, Govi-Altai [الإنجليزية]‏
- Sharga, Govi-Altai [الإنجليزية]‏
- Tögrög, Govi-Altai [الإنجليزية]‏
- Tonkhil, Govi-Altai [الإنجليزية]‏
- Tseel, Govi-Altai [الإنجليزية]‏
- Tsogt, Govi-Altai [الإنجليزية]‏
- Yesönbulag, Govi-Altai [الإنجليزية]‏.